# دلفین لاپلاتا
دلفین لاپلاتا گونه‌ای دلفین است که در آب‌های کرانه‌ای جنوب شرقی آمریکای جنوبی زندگی می‌کند. از دیدگاه رده‌بندی، این دلفین عضوی از گروه دلفین‌های رودخانه‌ای است و تنها گونه از آن‌ها که به جای زندگی در آب‌های شیرین رودخانه‌ها، در آب‌های شور خلیج دهانه‌ای و اقیانوسی زندگی می‌کند.

## توصیف ظاهری

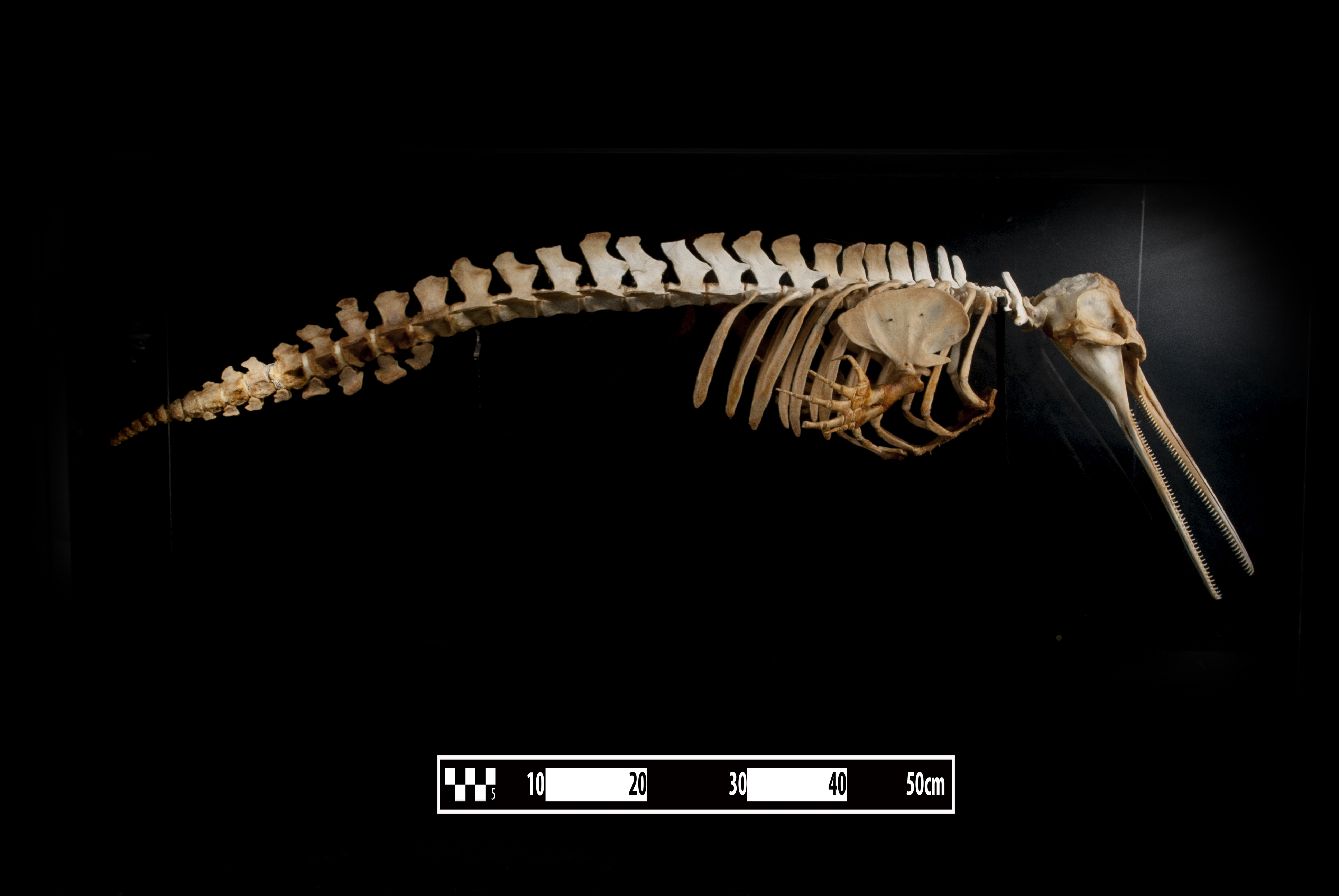
اسکلت دلفین لاپلاتا

دلفین لاپلاتا دارای بزرگترین نوک (به نسبت طول بدن) در میان همه آب‌بازسانان است که گاه در دلفین‌های بالغ به میزان ۱۵٪ طول بدن می‌رسد. نرها تا ۱٫۶ متر و ماده‌ها تا ۱٫۸ متر رشد می‌کنند. رنگ بدن قهوه‌ای متمایل به خاکستری با بخش زیرینی به رنگ روشن‌تر است. باله‌های کناری نیز به نسبت بدن طول بلندی دارند و مثلثی شکل به نظر می‌آیند. باله پشتی نیز مانند بعضی دیگر گونه‌های دلفین، از جمله دلفین نهنگی پوزه‌کوتاه، پایه طولانی دارد و بیشتر سطح پشتی بدن را می‌پوشاند.
وزن این دلفین به بیش از ۵۰ کیلوگرم می‌رسد و تا بیش از ۲۰ سال عمر می‌کند. مدت زمان بارداری ۱۱-۱۰ ماه است و بچه‌ها در مدت زمان کوتاهی به بلوغ جنسی می‌رسند. ماده‌ها گاه در سن پنج سالگی زایش می‌کنند.

## رفتار
به دلیل سرعت پایین و آرامش در هنگام حرکت، تشخیص دلفین لاپلاتا بسیار مشکل است و نیاز به آن دارد که سطح آب بسیار صاف و آرام باشد. آن‌ها اغلب تنها یا در گروه‌های کوچک شنا می‌کنند و تعداد اعضای یک گروه به ندرت به ۱۵ عدد می‌رسد. آن‌ها همچنین ماهی‌های گوناگونی را شکار می‌کنند. هشت‌پا، ماهی مرکب، میگو از دیگر طعمه‌های آن‌ها هستند. این دلفین‌ها خود طعمه نهنگ قاتل و کوسه می‌شوند.

## گستره و محافظت
دلفین لاپلاتا در آب‌های کرانه‌ای جنوب شرقی آمریکای جنوبی، از جمله خلیج دهانه‌ای ریو دلا پلاتا، یافت می‌شود. گستره آن از مدار رأس‌الجدی در برزیل آغاز می‌شود و در جنوب به شبه‌جزیره والدز در آرژانتین می‌رسد.
این دلفین گونه‌ای در سیاهه قرمز گونه‌های در معرض خطر در حالت «آسیب‌پذیر» طبقه‌بندی شده است. به دلیل به دام افتادن در تورهای ماهیگیری، جمعیت زیادی از این گونه تاکنون کشته شده‌اند. دانشمندان متخصص پستانداران دریایی از سه کشور پرو و آرژانتین و برزیل خواستار کمک نهادهای بین‌المللی برای بررسی وضعیت این جانور شده‌اند. این دلفین همچنین در فهرست نخست و دوم کنوانسیون محافظت از گونه‌های مهاجر حیات وحش قرار دارد.